# 加沙港
加沙港是位於加薩地中海沿岸的一个小港口。 加沙港是當地渔船的母港。 自2007年哈馬斯接管加沙地帶後，加沙港就一直被以色列封锁，以色列禁止大部分船只停靠加沙港， 只有巴勒斯坦人自己的小型渔船可以停靠港口， 而且從加沙港出海的漁船只能在港口附近捕鱼。